# Reinhard Rack

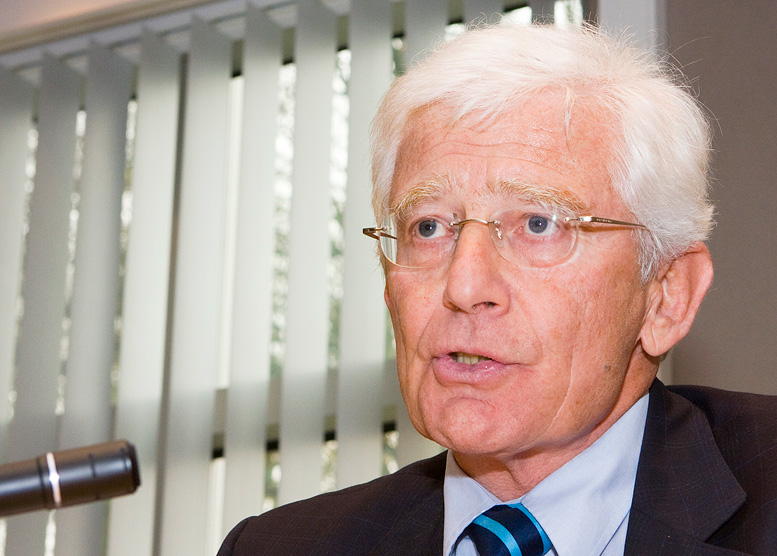
Reinhard Rack (2008)

Reinhard Rack este un om politic austriac membru al Parlamentului European în perioada 1999-2004 din partea Austriei.
1. ↑  CONOR.SI[*] Verificați valoarea |titlelink= (ajutor)
2. ↑  Deputații în Parlamentul European